# Notre-Dame-du-Bec
Notre-Dame-du-Bec és un municipi francès situat al departament del Sena Marítim i a la regió de Normandia. L'any 2007 tenia 425 habitants.

## Demografia

### Població
El 2007 la població de fet de Notre-Dame-du-Bec era de 425 persones. Hi havia 148 famílies de les quals 16 eren unipersonals (12 homes vivint sols i 4 dones vivint soles), 60 parelles sense fills, 60 parelles amb fills i 12 famílies monoparentals amb fills.
La població ha evolucionat segons el següent gràfic:
Habitants censats

### Habitatges
El 2007 hi havia 170 habitatges, 155 eren l'habitatge principal de la família, 7 eren segones residències i 7 estaven desocupats. 169 eren cases i 1 era un apartament. Dels 155 habitatges principals, 144 estaven ocupats pels seus propietaris i 11 estaven llogats i ocupats pels llogaters; 5 tenien dues cambres, 15 en tenien tres, 36 en tenien quatre i 99 en tenien cinc o més. 152 habitatges disposaven pel capbaix d'una plaça de pàrquing. A 44 habitatges hi havia un automòbil i a 104 n'hi havia dos o més.

### Piràmide de població
La piràmide de població per edats i sexe el 2009 era:
| Homes | Edats   | Dones |
| ----- | ------- | ----- |
| 0     | 95 o +  | 0     |
| 0     | 90 a 94 | 0     |
| 0     | 85 a 89 | 0     |
| 0     | 80 a 84 | 0     |
| 4     | 75 a 79 | 8     |
| 4     | 70 a 74 | 0     |
| 8     | 65 a 69 | 4     |
| 8     | 60 a 64 | 8     |
| 20    | 55 a 59 | 12    |
| 8     | 50 a 54 | 8     |
| 20    | 45 a 49 | 20    |
| 20    | 40 a 44 | 8     |
| 16    | 35 a 39 | 16    |
| 12    | 30 a 34 | 20    |
| 16    | 25 a 29 | 8     |
| 20    | 20 a 24 | 4     |
| 4     | 15 a 19 | 12    |
| 16    | 10 a 14 | 8     |
| 8     | 5 a 9   | 16    |
| 32    | 0 a 4   | 8     |

## Economia
El 2007 la població en edat de treballar era de 297 persones, 215 eren actives i 82 eren inactives. De les 215 persones actives 207 estaven ocupades (109 homes i 98 dones) i 8 estaven aturades (3 homes i 5 dones). De les 82 persones inactives 35 estaven jubilades, 27 estaven estudiant i 20 estaven classificades com a «altres inactius».

### Ingressos
El 2009 a Notre-Dame-du-Bec hi havia 151 unitats fiscals que integraven 421 persones, la mediana anual d'ingressos fiscals per persona era de 22.073 €.

### Activitats econòmiques
Dels 3 establiments que hi havia el 2007, 1 era d'una empresa de comerç i reparació d'automòbils, 1 d'una empresa de transport i 1 d'una empresa de serveis.
L'únic servei als particulars que hi havia el 2009 era un taller de reparació d'automòbils i de material agrícola.
L'any 2000 a Notre-Dame-du-Bec hi havia 5 explotacions agrícoles.

## Equipaments sanitaris i escolars
El 2009 hi havia una escola elemental.

## Poblacions més properes
El següent diagrama mostra les poblacions més properes.